# Grande Prêmio da Malásia de 2012
O Grande Prêmio da Malásia de 2012 foi a segunda corrida da temporada de 2012 da Fórmula 1. A prova disputada no dia 25 de março no Circuito Internacional de Sepang, em Kuala Lumpur teve como pole position o inglês Lewis Hamilton e a corrida foi vencida pelo espanhol Fernando Alonso.

## Relatório

### Antecedentes

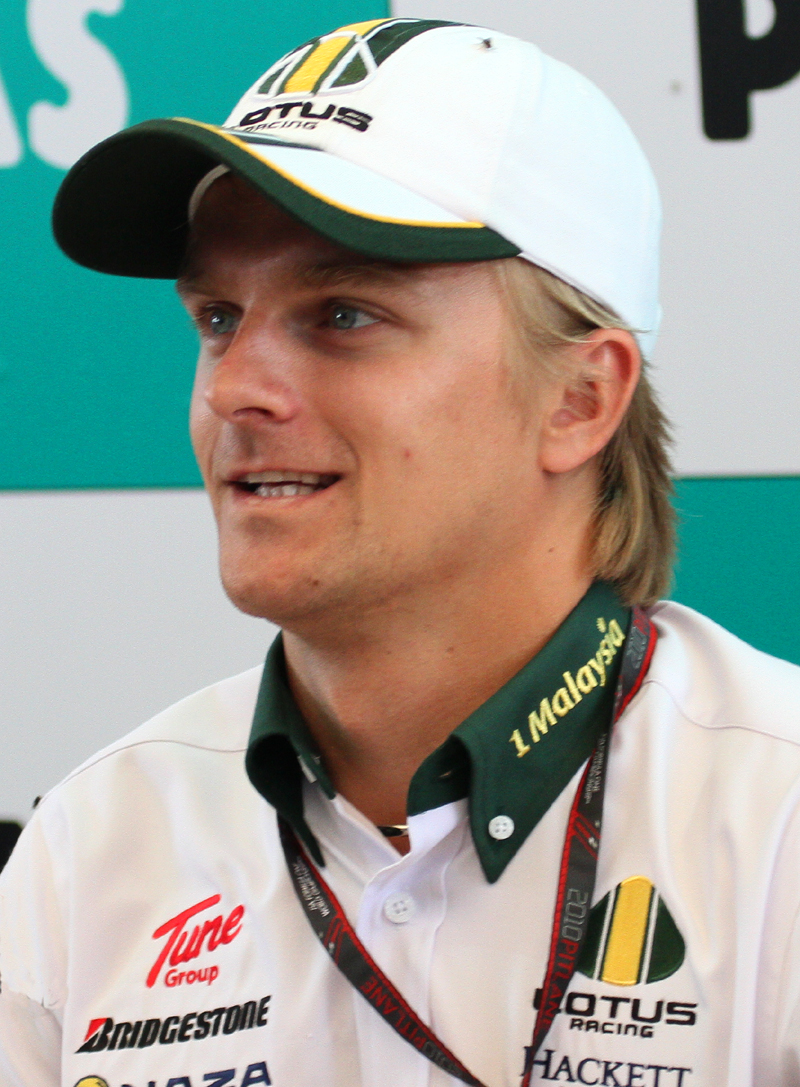
Kovalainen foi punido.

A prova foi disputada no Circuito Internacional de Sepang, caracterizado por uma superfície abrasiva e pela alta temperatura. A Malásia é um dos países mais quentes do calendário da categoria, o que influencia diretamente no comportamento dos pneus, causando um desgaste maior do que o normal. A Pirelli, fornecedora exclusiva de pneus da categoria, designou o composto P Zero Prata (duro) como um dos pneus para a prova. A outra opção é o P Zero Branco (médio), já utilizado na etapa anterior. Além da alta temperatura, os pilotos tem que lidar com as chuvas torrenciais, típicas do fim da tarde, em que cai grande quantidade de água em um curto período de tempo. A escolha do P Zero Branco (médio) foi feita por ser a melhor combinação para as difíceis mudanças de clima da Malásia e por conta de sua resistência e performance. Os pneus para pista molhada, Cinturato Verde (intermediário) e Cinturato Azul (chuva), estarão disponíveis como em todas as etapas em caso de chuva. Mesmo quando não está chovendo, a umidade do ar fica em torno de 80%, podendo obrigar os pilotos a fazer três pit stops.
O piloto  finlandês Heikki Kovalainen que corria pela equipe Caterham, foi punido com a perda de cinco posições no grid de largada por não ter mantido posição no Grande Prêmio da Austrália de 2012 quando o safety car entrou na pista na 36ª volta, para permitir a retirada do carro de Vitaly Petrov, também da equipe Caterham, que quebrou na reta principal. O também finlandês Kimi Raikkonen também perderá cinco posições no grid de largada porque trocou a caixa de câmbio do seu carro após a segunda sessão de treinos livres para a prova.

### Treinos livres

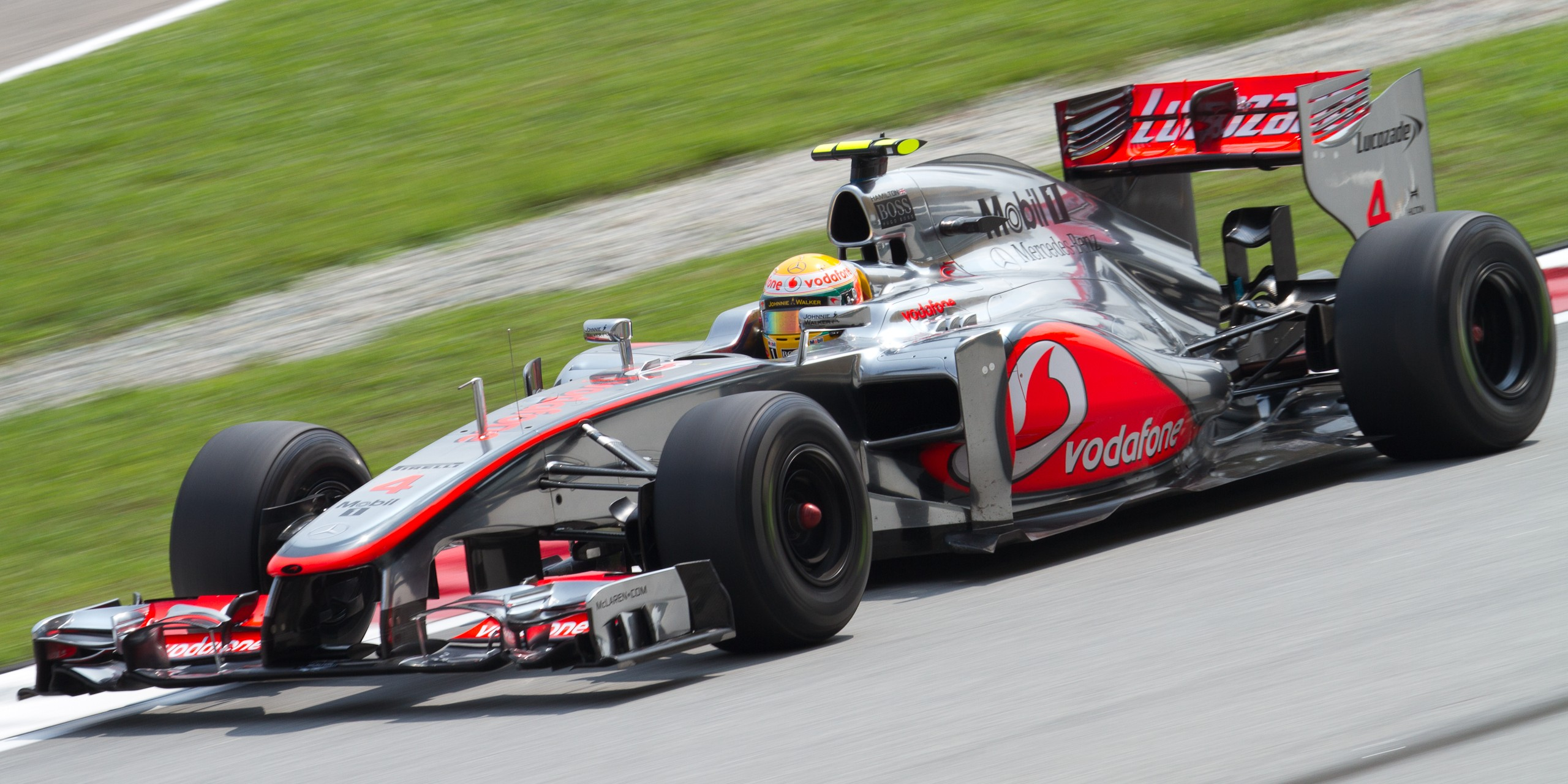
Hamilton liderou duas das três sessões de treinos livres.

A primeira sessão de treinos livres válida para a corrida foi dominada pelo inglês Lewis Hamilton, da McLaren que marcou o tempo de 1min38s021mil. O segundo tempo, 1min38seg535mil, ficou para o alemão Sebastian Vettel, da Red Bull Racing, seguido pelo alemão Nico Rosberg, da Mercedes. A sessão ficou marcada pelo altíssimo desgaste dos pneus, isto porque os pilotos só usaram pneus duros. Os pilotos só conseguiram registrar bons tempos na primeira bateria de voltas rápidas, depois disto, com pneus usados, poucos foram aqueles que conseguiram melhorar as suas marcas. Michael Schumacher, companheiro e compatriota de Rosberg, marcou o quarto tempo, seguido pelo francês Romain Grosjean, da Lotus, e o australiano Mark Webber. Já o finlandês Kimi Raikkonen, companheiro de Grosjean, e o escocês Paul di Resta, da Force India, conseguiram ficar à frente do inglês Jenson Button, nono colocado. O brasileiro Bruno Senna, da Williams, emprestou seu cockpit para o finlandês Valtteri Bottas, décimo primeiro colocado, que conseguiu superar o titular Pastor Maldonado. O venezuelano ficou com o décimo segundo melhor tempo, à frente do brasileiro Felipe Massa, da Ferrari, um dos pilotos que menos andou. O espanhol Fernando Alonso, também da Ferrari, entrou tarde na pista, porém completou muitas voltas. Mesmo assim, Alonso não conseguiu superar o seu companheiro e ficou com o décimo quinto tempo. Entre as equipes novatas, vale destacar que mais uma vez a Hispania do indiano Narain Karthikeyan ficou parada na pista ainda no começo da sessão, mesmo assim, o seu companheiro Pedro de la Rosa ficou com um tempo pior. A equipe espanhola corre o risco de não conseguir se classificar mais uma vez para a largada de domingo.
A segunda sessão de treinos livre foi liderada, novamente, pelo britânico Lewis Hamilton, da McLaren, que registrou 1min38s172 na mais rápida de suas 28 voltas. O alemão Michael Schumacher foi o segundo com a marca de 1min38s533 e o inglês Jenson Button completou o grupo dos três primeiros ao fazer 1min38s535. O espanhol Fernando Alonso, da Ferrari, marcou 1min38s891, sexto melhor tempo. Sendo superado pelo alemão Nico Rosberg, da Mercedes, e pelo australiano Daniel Ricciardo, da Scuderia Toro Rosso. O brasileiro Bruno Senna, que na primeira sessão cedeu o carro para o finlandês Valterri Bottas, participou do segundo treino livre e acabou atrás de seu companheiro na Williams, Pastor Maldonado que fez 1min39s444 e foi o décimo primeiro colocado. Já o brasileiro ficou apenas na décima sétima colocação ao registrar 1min40s678 na melhor das 34 voltas que deu. A Red Bull Racing, apontada por muitos como favorita antes do início do mundial, teve um desempenho discreto na segunda sessão. O melhor representante da equipe austríaca foi o australiano Mark Webber, sétimo colocado. Já o alemão Sebastian Vettel, superado pelos franceses Jean-Eric Vergne da Toro Rosso, e Romain Grosjean, da Lotus, completou o grupo dos dez primeiros. O finlandês Kimi Raikkonen, campeão mundial em 2007, voltou a ficar atrás de Grosjean, seu companheiro na Lotus, e terminou na décima quinta colocação. O indiano Narain Karthikeyan e o espanhol Pedro de la Rosa ficaram mais de cinco segundos atrás de Lewis Hamilton.
Na terceira sessão de treinos livres, realizada na manhã de sábado, o melhor clocado foi o alemão Nico Rosberg. Na segunda posição, terminou o compatriota Sebastian Vettel, da RBR, que marcou 1min37s320mil, e em terceiro, o australiano Mark Webber. Lewis Hamilton, que havia feito os melhores tempos das duas sessões anteriores, teve problemas com sua McLaren e fez apenas o nono tempo. Seu companheiro de equipe Jenson Button, vencedor da primeira prova da temporada, fez o sexto tempo.

### Treino classificatório
O treino classificatório teve início no horário previsto e ocorreu sem incidentes fora do comum. Na primeira parte (Q1) foram eliminados os pilotos das equipes menores: o francês Jean-Eric Vergne da Toro Rosso, décimo oitavo colocado; Heikki Kovalainen e Vitaly Petrov da Caterham, décimo nono e vigésimo respectivamente; Timo Glock e Charles Pic da Marussia, vigésimo primeiro e segundo respectivamente; e Pedro de la Rosa e Narain Karthikeyan da Hispania, vigésimo terceiro e quarto respectivamente. Durante o Q2 foram eliminados mais sete pilotos: Pastor Maldonado, da Williams, décimo primeiro colocado; Felipe Massa, da Ferrari, décimo segundo; Bruno Senna, da Williams, décimo terceiro; Paul di Resta, da Force India, décimo quarto; Daniel Ricciardo, da Toro Rosso, décimo quinto; Nico Hulkenberg, da Force India, décimo sexto; e Kamui Kobayashi, da Sauber, décimo sétimo. Lewis Hamilton esteve discreto durante as duas primeiras partes do treino, porém destacou-se na parte final e registrou o tempo de 1min36s219mil marcando assim sua segunda pole position consecutiva na temporada. Jenson Button ficou em segundo lugar seguido de Michael Schumacher em terceiro. Mark Webber foi o quarto, ficando a frente de seu companheiro de equipe, Sebastian Vettel, que foi o sexto. Kimi Raikkonen marcou o quinto melhor tempo. Romain Grosjean, da Lotus, ficou em sétimo, sendo seguido por Nico Rosberg, Fernando Alonso e Sergio Perez, respectivamente.

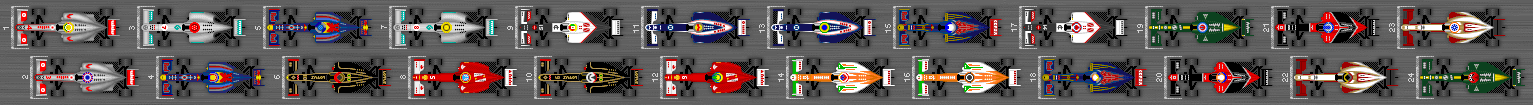
Grid de largada da corrida.

### Corrida

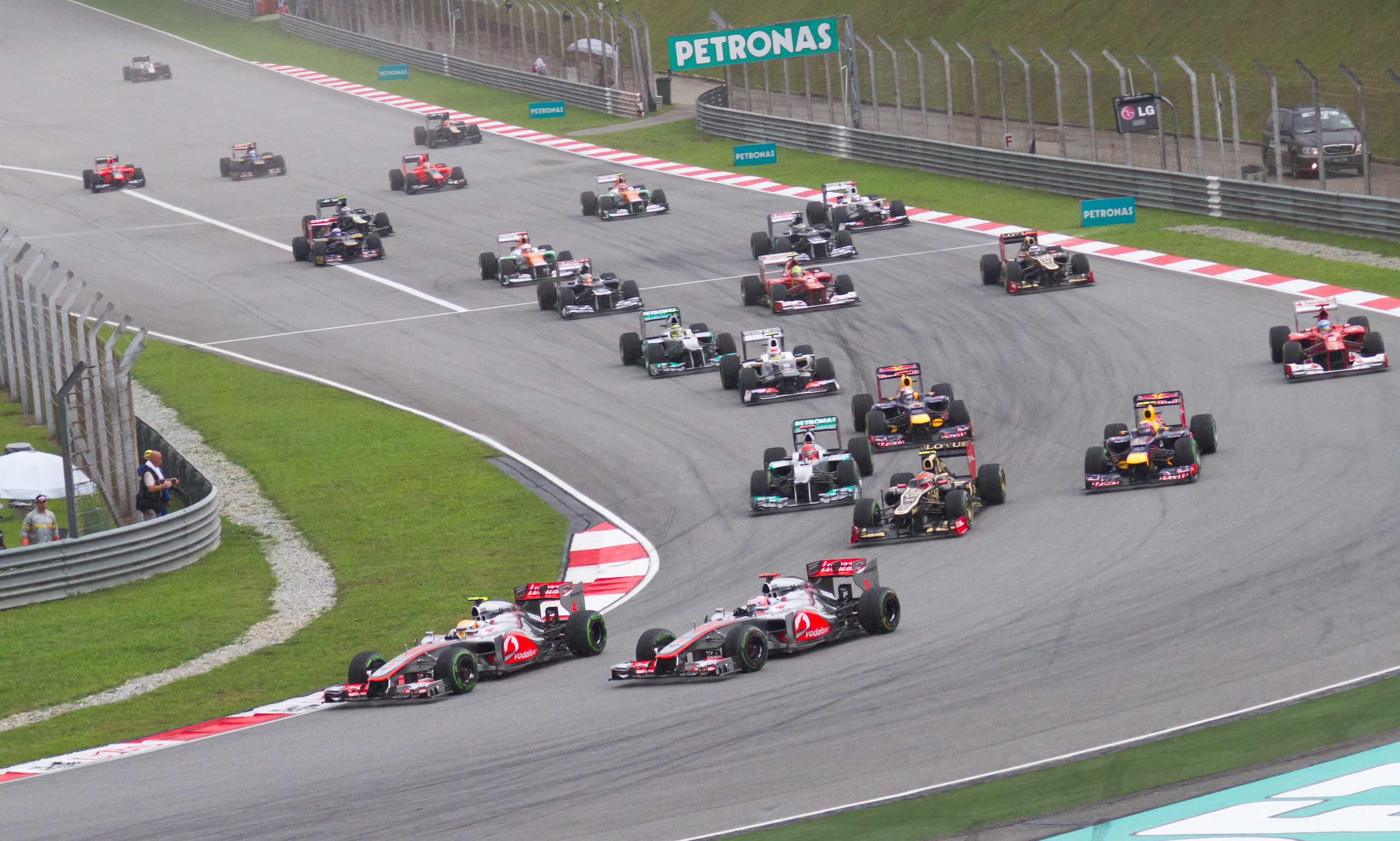
Primeira curva após a largada.

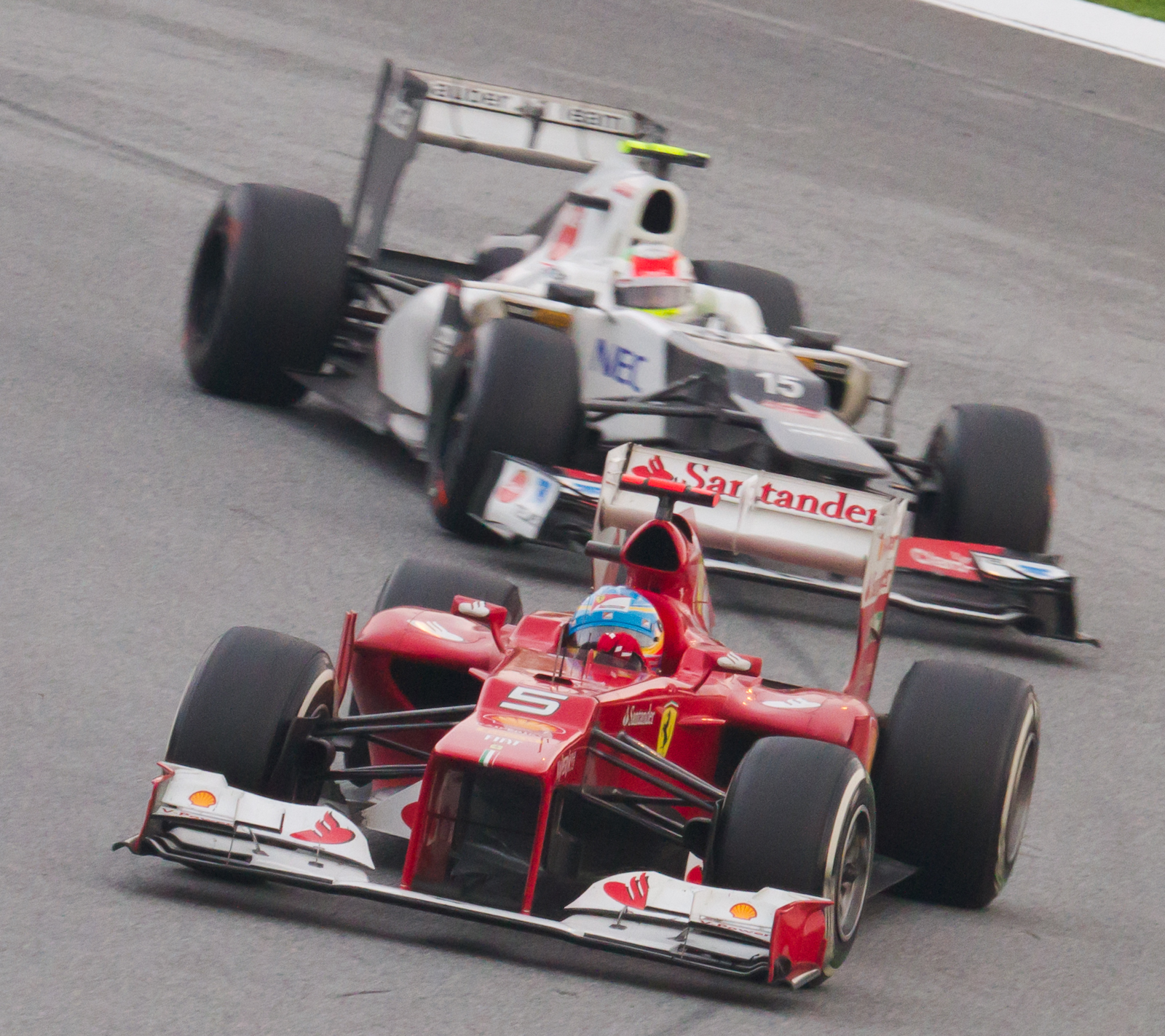
Sergio Perez em perseguição a Fernando Alonso.

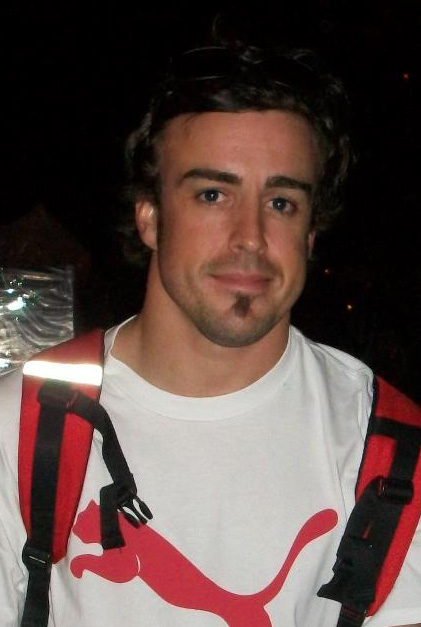
Alonso venceu a prova.

Momentos antes da largada, iniciou-se uma chuva fraca em Sepang, o que obrigou os pilotos a iniciarem a prova utilizando pneus intermediários. Na primeira curva, Button, que largou em segundo, tentou ultrapassar Hamilton, mas não obteve sucesso. O pole position conseguiu manter a liderança. Grosjean fez boa largada saindo do sétimo para o terceiro lugar. Entretanto, o francês chocou-se com Schumacher na curva quatro, e os dois acabaram rodando. Algumas voltas depois, ele perdeu o controle da sua Lotus, atolou na brita e foi o primeiro a abandonar a prova. Massa ganhou duas posições na primeira volta e passou para décimo colocado. Senna teve problemas na primeira volta, o brasileiro rodou na curva sete e precisou seguir para os boxes. A chuva se intensificou, e os pilotos tiveram que antecipar os pit stops para colocar os compostos de chuva forte. Massa foi para os boxes na terceira volta, o mesmo feito por quase todos os pilotos na passagem seguinte. A chuva aumentava cada vez mais até a direção de prova decidir pela entrada do safety car na sétima volta. Duas voltas depois, por falta de condições, foi dada bandeira vermelha e a corrida foi interrompida. Nesse momento, Hamilton liderava, seguido por Button e Perez.
Após cinquenta minutos de paralisação, a corrida foi reiniciada sob bandeira amarela e o safety car permaneceu na pista ainda por cinco voltas. Durante a relargada, Hamilton manteve a liderança, enquanto Button seguiu direto para os boxes, para colocar pneus intermediários, estratégia adotada por diversos outros pilotos como Rosberg, Raikkonen e Senna, em razão da melhora de condições da pista. Na volta seguinte, Hamilton, Alonso, Webber e Massa, também fizeram suas paradas. Hamilton demorou no pit stop e voltou atrás do companheiro de McLaren e de Alonso. Button tinha uma boa estratégia, mas colocou tudo a perder quando se precipitou ao ultrapassar o retardatário Karthikeyan. O inglês tocou o carro da Hispania e precisou voltar para os boxes para trocar o bico da sua McLaren. Nesse momento Pérez liderava, mas logo depois, o mexicano foi superado por Alonso, o mais veloz na chuva. Alonso fazia uma sequência de voltas mais rápidas, até que a pista começou a secar e Pérez passou a ser o mais rápido e a diferença entre eles caiu drasticamente. A cinco voltas para o fim, a diferença entre os dois era de menos de dois segundos e Pérez tinha a chance de conquistar a primeira vitória da equipe Sauber. Entretanto, perto do fim, ele errou, saiu da pista e Alonso abriu vantagem novamente. O piloto espanhol recebeu a bandeira quadriculada logo em seguida. Perez terminou em segundo e Hamilton em terceiro.

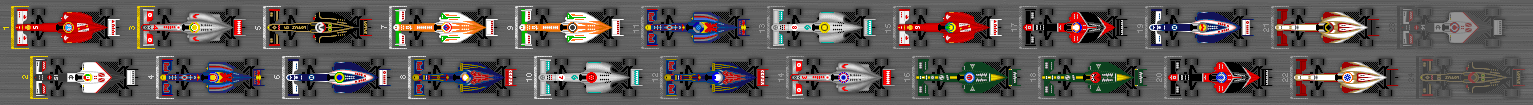
Resultado final da corrida.

## Resultados

### Classificatório
| Pos                      | Nº | Piloto             | Equipe               | Q1       | Q2       | Q3       | voltas |
| ------------------------ | -- | ------------------ | -------------------- | -------- | -------- | -------- | ------ |
| 1                        | 4  | Lewis Hamilton     | McLaren-Mercedes     | 1:37.813 | 1:37.106 | 1:36.219 | 14     |
| 2                        | 3  | Jenson Button      | McLaren-Mercedes     | 1:37.575 | 1:36.928 | 1:36.368 | 14     |
| 3                        | 7  | Michael Schumacher | Mercedes             | 1:37.517 | 1:37.017 | 1:36.391 | 14     |
| 4                        | 2  | Mark Webber        | Red Bull-Renault     | 1:37.172 | 1:37.375 | 1:36.461 | 19     |
| 5                        | 1  | Sebastian Vettel   | Red Bull-Renault     | 1:38.102 | 1:37.419 | 1:36.634 | 14     |
| 6                        | 10 | Romain Grosjean    | Lotus-Renault        | 1:38.058 | 1:37.338 | 1:36.658 | 14     |
| 7                        | 8  | Nico Rosberg       | Mercedes             | 1:37.696 | 1:36.996 | 1:36.664 | 14     |
| 8                        | 5  | Fernando Alonso    | Ferrari              | 1:38.151 | 1:37.379 | 1:37.566 | 16     |
| 9                        | 15 | Sergio Perez       | Sauber-Ferrari       | 1:37.933 | 1:37.477 | 1:37.698 | 17     |
| 10                       | 2  | Kimi Räikkönen1    | Lotus-Renault        | 1:37.961 | 1:36.715 | 1:36.461 | 13     |
| 11                       | 18 | Pastor Maldonado   | Williams-Renault     | 1:37.789 | 1:37.589 |          | 14     |
| 12                       | 6  | Felipe Massa       | Ferrari              | 1:38.381 | 1:37.731 |          | 15     |
| 13                       | 19 | Bruno Senna        | Williams-Renault     | 1:38.437 | 1:37.841 |          | 13     |
| 14                       | 11 | Paul di Resta      | Force India-Mercedes | 1:38.325 | 1:37.877 |          | 15     |
| 15                       | 16 | Daniel Ricciardo   | Toro Rosso-Ferrari   | 1:38.419 | 1:37.883 |          | 14     |
| 16                       | 12 | Nico Hulkenberg    | Force India-Mercedes | 1:38.303 | 1:37.890 |          | 13     |
| 17                       | 14 | Kamui Kobayashi    | Sauber-Ferrari       | 1:38.372 | 1:38.069 |          | 12     |
| 18                       | 17 | Jean-Eric Vergne   | Toro Rosso-Ferrari   | 1:39.077 |          |          | 7      |
| 19                       | 21 | Vitaly Petrov      | Caterham-Renault     | 1:39.567 |          |          | 6      |
| 20                       | 24 | Timo Glock         | Marussia-Cosworth    | 1:40.903 |          |          | 8      |
| 21                       | 25 | Charles Pic        | Marussia-Cosworth    | 1:41.250 |          |          | 8      |
| 22                       | 22 | Pedro de la Rosa   | Hispania-Cosworth    | 1:42.914 |          |          | 4      |
| 23                       | 23 | Karun Chandhok     | Hispania-Cosworth    | 1:43.655 |          |          | 6      |
| 24                       | 20 | Heikki Kovalainen2 | Caterham-Renault     | 1:39.306 |          |          | 9      |
| Tempo dos 107%: 1:43.974 |    |                    |                      |          |          |          |        |
| Fonte:                   |    |                    |                      |          |          |          |        |

↑1  Raikkonen foi punido com a perda de cinco posições por trocar a caixa de câmbio após a segunda sessão de treinos livres.
↑2  Kovalainen foi punido com a perda de cinco posições por ultrapassagem irregular na corrida anterior.

### Corrida
| #      | Nº | Piloto             | Equipe                  | Voltas | Tempo            | Grid | Pontos |
| 1      | 5  | Fernando Alonso    | Ferrari                 | 56     | 2h44min51s812mil | 8    | 25     |
| 2      | 15 | Sergio Perez       | Sauber-Ferrari          | 56     | +2.2s            | 9    | 18     |
| 3      | 4  | Lewis Hamilton     | McLaren-Mercedes        | 56     | +14.5s           | 1    | 15     |
| 4      | 2  | Mark Webber        | Red Bull Racing-Renault | 56     | +17.6s           | 4    | 12     |
| 5      | 9  | Kimi Raikkonen     | Lotus-Renault           | 56     | +29.4s           | 10   | 10     |
| 6      | 19 | Bruno Senna        | Williams-Renault        | 56     | +37.6s           | 13   | 8      |
| 7      | 11 | Paul di Resta      | Force India-Mercedes    | 56     | +44.4s           | 14   | 6      |
| 8      | 17 | Jean-Eric Vergne   | Toro Rosso-Ferrari      | 56     | +46.9            | 18   | 4      |
| 9      | 12 | Nico Hulkenberg    | Force India-Mercedes    | 56     | +47.8            | 16   | 2      |
| 10     | 7  | Michael Schumacher | Mercedes                | 56     | +49.9s           | 3    | 1      |
| 11     | 1  | Sebastian Vettel   | Red Bull Racing-Renault | 56     | +75.5s           | 5    |        |
| 12     | 16 | Daniel Ricciardo   | Toro Rosso-Ferrari      | 56     | +76.8s           | 15   |        |
| 13     | 8  | Nico Rosberg       | Mercedes                | 56     | +78.5s           | 7    |        |
| 14     | 3  | Jenson Button      | McLaren-Mercedes        | 56     | +79.7s           | 2    |        |
| 15     | 6  | Felipe Massa       | Ferrari                 | 56     | +97.3            | 12   |        |
| 16     | 21 | Vitaly Petrov      | Caterham-Renault        | 55     | +1 volta         | 12   |        |
| 17     | 24 | Timo Glock         | Marussia-Cosworth       | 55     | +1 volta         | 19   |        |
| 18     | 20 | Heikki Kovalainen  | Caterham-Cosworth       | 55     | +1 volta         | 24   |        |
| 19     | 18 | Pastor Maldonado   | Williams-Renault        | 54     | Motor            | 11   |        |
| 20     | 25 | Charles Pic        | Marussia-Cosworth       | 54     | +2 voltas        | 21   |        |
| 21     | 22 | Pedro De La Rosa   | Hispania-Cosworth       | 54     | +2 voltas        | 22   |        |
| 22     | 23 | Karun Chandhok     | Hispania-Cosworth       | 54     | +2 voltas        | 23   |        |
| Ret    | 14 | Kamui Kobayashi    | Sauber-Ferrari          | 46     | Freios           | 17   |        |
| Ret    | 10 | Romain Grosjean    | Lotus-Renault           | 3      | Rodada           | 6    |        |
| Fonte: |    |                    |                         |        |                  |      |        |

## Tabela do campeonato após a corrida
Observe que somente as cinco primeiras posições estão incluídas na tabela.
| 1      | Fernando Alonso | 35 | 4       |
| 2      | Lewis Hamilton  | 30 | 1       |
| 3      | Jenson Button   | 25 | 2       |
| 4      | Mark Webber     | 24 | Estável |
| 5      | Sergio Pérez    | 22 | 3       |
| Fonte: |                 |    |         |

| Pos    | Construtor       | Pontos | Var     |
| ------ | ---------------- | ------ | ------- |
| 1      | McLaren-Mercedes | 55     | Estável |
| 2      | Red Bull-Renault | 42     | Estável |
| 3      | Ferrari          | 35     | 1       |
| 4      | Sauber-Ferrari   | 30     | 1       |
| 5      | Lotus-Renault    | 16     | Estável |
| Fonte: |                  |        |         |